# アーキビスト

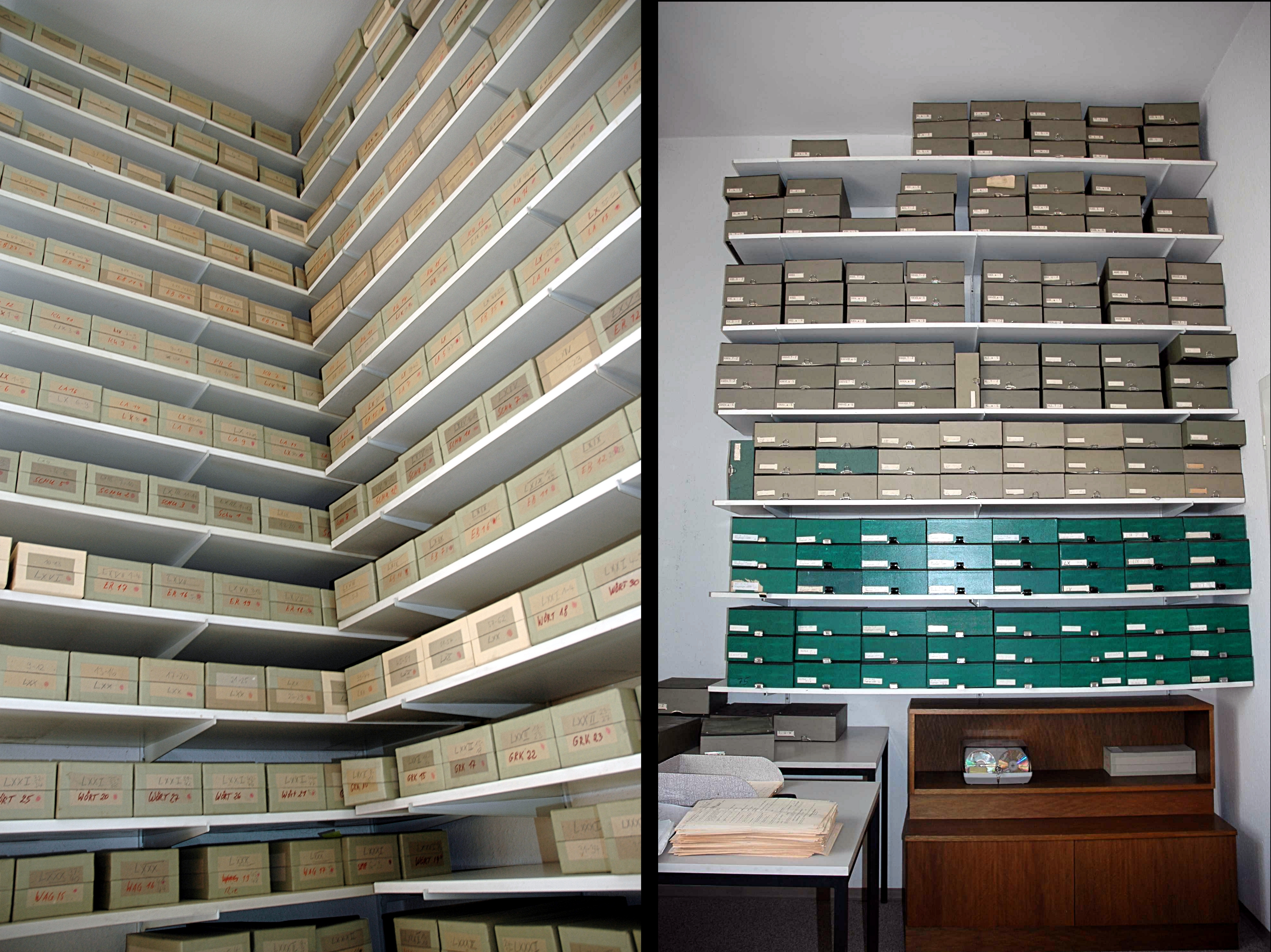
ドイツ バイロイトにある東フランク王国辞書アーカイブ

アーキビスト（英：archivist）とは、永久保存価値のある情報を査定、収集、整理、保存、管理し、閲覧できるよう整える専門職を指す。アーキビストの扱う情報は、写真、ビデオ、録音、手紙、書類、電磁的記録など様々な形式を取る。アリゾナ州立図書館デジタル行政資料部長のリチャード・ピアスモーゼスの言葉を借りるなら、アーキビストとは「確実な過去の記憶として永続的な価値を持つ記録」を保存し、「その記録の山の中から、その人が必要としている情報をみつけ、その情報を理解する手助け」をする者である。日本では日本語の訳語が定着していないことからも察せられるように、認知度が低い専門職であるが、例えば日本の図書館において書籍、雑誌のみならず、歴史資料の古文書、古写真、行政資料などの非定型の記録類も、司書が（必ずしもこれらの扱いの専門教育を受けてはいないにもかかわらず）保存管理を担うことが多い。あるいは図書館ではなく博物館において学芸員が非記録性の資料類と同様に管理を行うことも常態である。しかし、すべての欧米諸国や少なからぬ非欧米諸国では、これらは司書（ライブラリアン）や、日本の学芸員に相当するとされるキュレーターの担当分野ではなく、アーキビストの担当分野とされる。

## 仕事内容と職場環境
アーキビストの仕事は新たなコレクション（収集物）を入手したり査定すること、記録を順番に並べたり説明書きを加えること、閲覧者に利用案内をすること、資料の保存処理を行うことなどである。アーキビストは記録を整理する際、二つの重要なルールに従う。記録の出処や権利保持者、そして元の（整理する前の）順序である。倫理に照らし合わせる作業も怠ってはならない。このような一般の目には見えない作業と同時に、コレクションの翻訳や説明を加えて閲覧者を助けたり、問い合わせに答えたりする。
アーキビストは政府機関、地方自治体、博物館、病院、歴史協会、非営利や営利団体、大企業、大学などで働いている。またその他にも、研究や展示や家系図作成に携わる人間などが貴重であるとする資料を保管している場所でも仕事に就いている。大家族あるいは個人の膨大なコレクションの整理に従事する者もいる。
アーキビストはしばしば教育者でもある。自身が管理するコレクションに関連するテーマについて大学で講義を持つことも珍しくはない。文化機関や地方自治体に雇用されているアーキビストは、利用者がコレクションの閲覧方法を知ってコレクションについて理解を深められるよう教育的なプログラムを用意したり、コレクションに関心がない人々に働きかけるプログラムを考え出すこともよくある。コレクションの展示、プロモーション・イベント、メディアでの紹介にまで仕事が及ぶこともある。
アメリカ合衆国においては、アメリカ議会図書館とアメリカ・アーキビスト協会がアーカイブ目録索引符号化の標準規格であるEAD（Encoded Archival Description アーカイブ符号化記述）を共同で導入して以来、年々高まる資料のオンライン閲覧の要求とも相まって、アーキビストには1990年代より情報処理の知識を要求されるようになっている。研究者にオンラインで目録索引を提供するために、アーキビストの多くは基本的なXMLを心得ている。

## 必要とされる技能
様々な仕事内容や職場環境であるため、アーキビストは広い範囲の技能を必要とする。
- 利用案内や閲覧中心の職場に就く者は、利用者の研究の支援ができるよう対人スキルを必要とする。
- 資料の耐久年数を上げるために基本的な保存処理を行う技術が必要である。様々なメディア（写真、酸性紙、質の悪い複写）は正しい方法で保存されないと劣化してしまう。
- 古文書コレクションの大部分は紙の記録であるが、今後は増え続ける電子記録の保存処理が課題となるため、将来を見越してテクノロジーを熟知している必要がある。
- 大量の記録の分類化と目録化を行うため、非常に論理的できちんと細部にまで注意が行き渡るような人材が求められる。
- 記録の目録作りや、利用者を手伝うことを踏まえ、アーキビスト自身も研究調査手段を知っている必要がある。

## 必要とされる学位・教育
ほとんどのアーキビストは、大学院で1年ないし2年プログラムのアーカイブ学の修士学位か高等免状を持っている。アーキビストは、単にアーカイブ学を修めるだけでは不十分で、扱う資料の専門知識、記録管理の最先端知識、公開審査に関する法的知識、修復・保存のハイテクといった学術・技術的背景を求められる。そのため大多数のアーキビストはアーカイブ学の他に、図書館学、図書館情報学、歴史学、政治学、法学、記録管理学、コンピュータ・サイエンス学といった専門分野で修士学位を持っている。
英国では2006年現在、アーキビスト協会認定のアーカイブ管理の修士課程コースはフルタイムとパートタイム合わせて4つある。モジュール方式の遠隔教育コースも増え続けている。英国のコースに入学するには関連する職歴あるいはボランティア歴が必要とされるため、ほとんどの学生は1年の見習い契約を結ぶ。
アーキビストは図書館学や図書情報学の博士号を得ることも可能である。Ph.D.を持ったアーキビストはしばしば教鞭を取ったり、大学のアーカイブ学部長などを務めることがある。
学位ではなくアーキビストの免状のみを取れるコースもある。アイルランドでは、アイルランド国立大学ユニバーシティー・カレッジ・ダブリン校にてアーキビスト協会から認定されたアーカイブ学の高等免状を得ることができる。アメリカ合衆国では、アーキビストの免状プログラムを得るための補助的なクラスを公認アーキビスト学会が行っている。公認アーキビスト学会が発行する免許に批判的なグループは、年間会員費、免許試験内容の理論面と実践面のバランス、会員の5年毎の免許更新などに反発している。英国ではアーキビスト協会の訓練コースを履修すると免状が与えられる。
多くのアーキビストはアメリカ合衆国アーキビスト協会、カナダアーキビスト協会、英国・アイルランドアーキビスト協会や各地域の協会などの専門組織に属している。これらの組織はメンバーやアーキビストに興味を持つ者が、継続して職を極めていけるよう専門クラスを設けている。

## アーキビストの歴史
アーキビスト分野で著名な先駆者はイギリスのサー・ヒラリー・ジェンキンソン、アメリカのT. R.シェレンバーグ、アーンスト・ポズナーとマーガレット・クロス・ノートンであろう。
1922年、ヒラリー・ジェンキンソンはアーカイブを初めて学術的に見た『アーカイブ管理の手引き』（原題 Manual of Archive Administration） を出版した。この本の中で、ジェンキンソンはアーカイブの倫理面と物理面の両方を守ることがアーカイブ作業の中心的な信条となるべきだと述べている。この信条をもとに、彼はアーカイブとはどのようなもので、どのような働きをなすものかを考えた。1949年にジェンキンソンはSirの称号を与えられている。
1956年、T. R. シェレンバーグは『近代のアーカイブス』（原題 Modern Archives）を出版した。学術的な教科書として書かれたもので、アーカイブに関する方法論を定義し、アーキビストの仕事の流れや整理について詳しい技術的な指導を含んでいる。
1972年、アーンスト・ポズナーは『古代世界のアーカイブ』（原題 Archives in the Ancient World ISBN 0674044630）を出版した。この本で彼はアーキビストは新しい仕事ではなく、歴史の記録を見れば昔から様々な社会に存在していたことを強調している。
1975年にマーガレット・クロス・ノートンによるエッセイを集めたものが『アーカイブスとノートン：アーカイブと記録管理についてのマーガレット・クロス・ノートンの著作』（原題 Norton on Archives: The Writings of Margaret Cross Norton on Archival and Records Management ISBN 0809307383）として出版された。ノートンはアメリカ・アーカイブス協会設立者の一人であり、イリノイ州の公文書館で数十年働いた経験をもとにエッセイを書いている。

## 日本におけるアーキビスト

### 養成教育
アーキビストや公文書館の先駆けとなったイギリス、フランスを始めとするヨーロッパ諸国、アメリカ、カナダ、オーストラリアなどには大学院や国立アーキビスト養成学校が存在する。スタートの遅れたアジアでも、既に中国の大学院にはアーキビストの博士・修士課程、韓国にも修士課程がある。またこれらの国では公文書館や記録管理局にアーキビストの採用枠が法律で定められており、専門職として確立している。つまり薬局に薬剤師の配置が義務づけられるように、公文書館にはアーキビストが必要とされている。
大学院や国立高等養成機関で専門の学業を積んだ海外のアーキビストに比べ、日本では国外でアーカイブ学を修めたごく少数を除いては、まったく基礎知識のないまま辞令によって公文書館に異動する者が大多数で、仕事をしながら徐々に学んでいくOJT形態を取っているのが実情である。　大学院レベルでアーカイブ関連の学位を設ける大学が二-三あるのみで、カリキュラムも統一されておらず、卒業生が公文書館に就職することもほとんどない。
アーカイブ職に就いている者の大部分は大学の専攻の一科目や特別講義、公文書館や資料館主催のアーカイブ講座や研修会を終了しただけであり、これは「アーカイブ先進国」においてはアーキビスト助手や公文書館ボランティアレベルの教育内容である。もちろん資格を定める法律もなく、アーキビストという名称も社会に浸透していない。これは日本におけるアーカイブズ（永久的に保存されるべき過去の記録）に対する認識の低さが背景にあると見られる。
日本では、永久保存されるべき記録と言えば、歴史的価値の高い資料を連想しがちである。アーカイブ学は歴史学の補助的学問だと思い込み、アーキビストを歴史資料館や博物館の学芸員のように考えるきらいがある。しかし保存すべき資料は国宝級の古文書や史料だけを指すのではない。官公署が作成する公文書、いわゆる「お役所の書類」も確実な歴史の記録であり、行政の記録である。公文書の永久保存・一般公開は、行政の透明化や不祥事の歯止めに繋がり、非常に重要な意味を持つ。また、法律や政策の立案プロセスが保存されていることは、後世の政策転換や法文の修正が必要になったときに、重要な指針となる。日本人の間で公文書保存の意識が希薄であるのは、ひとつは情報公開、国民の知る権利、市民オンブズマンといった民主主義的概念が近年まで社会に浸透していなかったためであるし、非民主的な運営をされている国家でも公文書保存制度が充実していることが少なくないことを考えると、近現代の日本社会に図書館や博物館も含めて実物資料を保存する社会システムが根付かなかった原因をより深く分析する必要性もある。官僚機構が縦割りの小さなセクトに細分化されて、蓄積された資料に基づく情報を指針とした戦略的な行政が行いがたいという現状も、公文書の保存の必要性を行政が実感していないひとつの要因である。1987年の公文書館法を経て、1999年にようやく情報公開法が施行されたが、こうした法律の整備は従来未整理のまま放置されていた公文書から保存公開されるものを選抜するプロセスで、重要な公文書の意図的な廃棄を誘発していることも指摘されている。こういった行政の遅れが、公文書館やアーキビストの認知不足に繋がっていると言えよう。
アーキビスト養成教育や認定資格を設立し、アーキビスト間の交流や研究の共有を目的として2004年4月に日本アーカイブズ学会が設立された。2008年4月、学習院大学大学院人文社会研究科にアーカイブズ学専攻課程が設置された。

### 仕事内容
国立公文書館の公式サイトに紹介されているアーキビストの仕事手順は、規模の差こそあれ他の公文書館とも共通するものである。
1. 最高責任者の命令で関係機関から資料が搬入される。
2. 以下のいずれかの方法で殺菌・殺虫を行う。従来は殺虫ガスとして主に臭化メチルが用いられてきたが、1987年に採択されたモントリオール議定書においてオゾン層の保護のため臭化メチルの全廃が決まった。日本でも法律で2005年の全廃（検閲など不可欠な場合を除く）以来、酸化エチレン、フッ化スルフリル、ヨウ化メチルなどの代替品や薬剤に頼らない殺虫・防虫法の研究が緊急課題となっている。[4][5][6]
  1. 減圧燻蒸法： 資料を150cm四方程度の密封燻蒸装置に入れて殺虫ガスを3 - 4時間充満させる。
  2. 常圧燻蒸法： 資料を大型の燻蒸庫や燻蒸室に入れて殺虫ガスを4 - 16時間充満させる。
  3. 被覆燻蒸法： 書架ごとにビニールで覆い、1 - 3日間その中に殺虫ガスを充満させる。
  4. 密閉燻蒸法： 資料のある部屋を密封し、2 - 3日間殺虫ガスを充満させる。
  5. 簡易駆除法： 資料を密封容器に入れて2日間高濃度の二酸化炭素や窒素を注入する。
3. 受領資料を確認して、整理する。
4. 資料の目録を作成する。
5. 分類ごとに書庫に並べる。
6. 一般閲覧用にマイクロフィルム撮影、デジタル・スキャンなどを行う。
7. 痛んだ資料は修復する。破損した部分を中性紙テープで補強し、酸化が激しい資料は脱酸して中性紙にすることもある。

アーキビストの職場は、空調で資料保存に最適な温度（摂氏22度）と湿度 (55%)に保たれており快適であるが、燻蒸に用いた化学物質の残留や古文書に付着したカビや細かい塵による健康被害がないよう防毒や防塵に留意すべきである。

### ハイテク

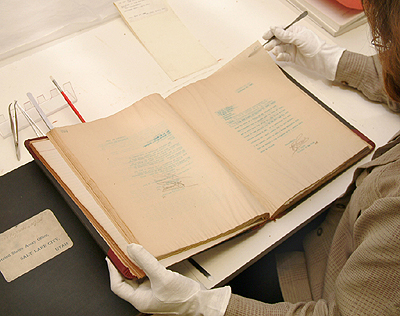
本の修復作業

日本の現状ではアーキビスト職の確立が第一の目標であるが、ハイテク知識を持つアーキビストの養成も急がれる。オンラインで閲覧できるデジタル・アーカイブスの公開、電子メールや電子ファイルといった電磁的記録の保存、莫大な資料のデジタル圧縮保存などアーカイブズの世界でもコンピューター化が進む一方である。実際にデジタル移行を行うのは技術者や作業者であるが、アーキビストはコンピュータの知識なくして閲覧方法の指導やデジタル処理の指示を行うことはできない。
また媒体の劣化にともなう資料修復と保管に関する化学的、物理的な基礎知識も必要とされる。日本の古文書は色あせや虫害の少ない和紙であり、洋紙の中でも劣化が特に激しいサルファイト・パルプ製造の導入が遅れたという二つの幸運に恵まれ、欧米に比べて劣化資料が少ない。しかし江戸時代後期から絵草紙などに用いられた虫喰いにあう劣悪和紙、物資の少ない太平洋戦争直後の粗悪な仙花紙、その後1980年代に中性紙が開発されるまで使われていた酸性紙など、今後資料を保存していく上で資料劣化問題を避けては通れない。痛んだ部分を修復する技術や、劣化が著しい資料のマイクロフィルム化や光ディスクへのデジタル化に関する知識、更に永続性があり物理的劣化が少なくより記録密度の高い媒体開発の最先端情報を持ち、資料閲覧者の利用方法とのバランスを考えて、修復や媒体変換の提案を出すのもアーキビストの役目である。

## 日本における資格

### 公的資格
- 認証アーキビスト[8] - アーカイブズ分野における「知識・技能」「調査研究能力」「実務経験」を有すると認められる者について、国立公文書館が認定。司書や学芸員と異なり国家資格ではないが、公的な性格を持つ。5年ごとに更新する必要がある。
- 准認証アーキビスト[9] - 認証アーキビストの認証要件のうち「知識・技能」の習得により、国立公文書館が認定（更新の必要はない）。2024年4月1日から制度が正式にスタートし、128名が第一回認定者となった。

なお、より高い知識や経験を備えた「上級アーキビスト」の導入の可能性についても議論されていた。

### 民間資格
- 登録アーキビスト[11] - 日本アーカイブズ学会が認定。公的な資格ではないが、公文書館が出す求人の大半で募集要件となる、アーカイブズ学に関する「知識・技能等」や修士レベルの「調査研究能力」に加え、実務経験も要求されるなど、認証アーキビストと共通する部分が多い。
- 文書情報管理士[12] - 日本文書情報マネジメント協会が認定。マイクロフィルムに関する内容に重点を置いている。
- デジタルアーキビスト[13] - 日本デジタルアーキビスト資格認定機構が認定。デジタルアーカイブクリエータ、準デジタルアーキビスト、デジタルアーキビスト（学士レベル）、上級デジタルアーキビスト（修士レベル）の4種類。
- ビジネスアーキビスト[14]：1992年-[15]　-企業史料協議会が認定。
- 記録情報管理士[16] - 日本記録情報管理振興協会が認定。
- 公文書管理士[17] - 行政文書管理改善機構が認定。
- 公文書管理検定[18] - 日本経営協会が認定。
- 行政文書管理士：2007年-[15] - NPO行政文書管理アカデミーが認定。[19]
- デジタル情報記録管理士、デジタル情報記録技術者、デジタル情報記録アドバイザー、上級デジタル情報記録技術者、地域資料情報記録管理士 - デジタル情報記録管理協会が認定。[20]